# Henricus Sypkens
Henricus Sypkens, né le 20 décembre 1736 à Eexta et mort le 9 juillet 1812 à Groningue, est un homme politique et un pasteur néerlandais.

## Biographie
Après une éducation primaire à l'école latine d'Appingedam, Sypkens étudie les langues orientales puis la théologie à l'université de Groningue. Diplômé en octobre 1763, il devient pasteur à Lippenhuizen et Hemrik jusqu'au 22 septembre 1765, puis à Dronrijp. Le 15 mars 1767, il passe à la paroisse de Leeuwarden puis à celle de Groningue le 24 avril 1774. En 1780, il devient professeur d'histoire et de théologie à l'université de Harderwijk, dont il est également le pasteur. Le 13 mars 1798, il devient également professeur de langues orientales.
Le 27 janvier 1796, il est élu député à la première Assemblée nationale de la République batave par le district de Scheemda. Il est réélu en août 1797 mais, après le coup d'État unitariste de Pieter Vreede le 22 janvier 1798, il refuse de prêter le serment de haine au fédéralisme et quitte l'assemblée. 
Il est le père de Tammo Sypkens, membre des États généraux du royaume des Pays-Bas et le beau-frère de Johannes Lambertus Huber, dernier président des États généraux des Provinces-Unies et plusieurs fois député sous la République batave, et de Ulrich Jan Huber, également député.